# Sarah Kirkland Snider
Sarah Kirkland Snider (* 8. října 1973 Princeton, New Jersey) je americká hudební skladatelka známá pro svá díla z oblasti komorní a orchestrální hudby. Dále je autorkou písňových cyklů, sborových a baletních děl.

## Život
Narodila se a vyrostla v Princetonu, její rodiče neměli hudební vzdělání, ale jejich sousedi jí dovolili hrát na jejich klavír. Na klavír začala hrát v 7 letech a na violoncello v 10 letech. Zpívala rovněž ve sborech, navštěvovala letní tábory na American Boychoir School, kde studovala pod vedením Antona Armstronga. Později navštěvovala Princeton High School, zpívala ve sboru této školy pod vedením Williama Trega a vystupovala v Princeton High School Orchestra. Jako rané ženské vzory uvádí dvě dirigentky tohoto orchestru.
Od mládí také skládala hudbu. První díla ukázala své učitelce klavíru Laurie Altmanové během studia prvního ročníku na střední škole. Ta ji pak povzbudila ke studiu kompozice na vysoké škole. Sama skladatelka později označila svá raná díla „někde mezi raným Debussym a Joni Mitchell“.
Získala titul BA v oboru psychologie-sociologie na Wesleyan University. Rozhodla se nepokračovat ve studiu kompozice, protože se jí zdálo, že její hudba je příliš konzervativní pro její experimentálně orientované plány. Po promoci v roce 1995 se přestěhovala do New Yorku a pracovala v advokátní kanceláři. Vrátila se ke skládání hudby pro experimentální divadlo a nakonec se rozhodla věnovat kompozici na plný úvazek. Zapsala se do magisterského studia kompozice na New York University, kde studovala u skladatele Justina Della Joia, kterého nazývala „skvělým učitelem ve stylu Nadie Boulanger“, ale po třech semestrech odešla. V letech 2005 a 2006 získala titul Master of Music a Artist Diploma in Composition na Yale School of Music, kde studovala u Martina Bresnicka, Aarona Jay Kernise, Ezry Ladermana a Davida Langa.
Jejím manželem je skladatel Steven Mackey.

## Hudba
Její hudební skladby, zejména její písňové cykly, si vypůjčují motivy z oblasti indie rocku a populárních hudebních stylů, stejně jako z forem a instrumentace klasické komorní hudby. Tyto stylistické volby vedly kritiky k tomu, aby označili její hudbu za součást vzkvétajícího hnutí indie-klasiky, kde byla označena jako "možná nejsofistikovanější" z hlasů v tomto žánru.
Obzvláště byla oceňována její alba klasických písňových cyklů Penelope (2010), Unremembered (2015) a nahrávka mše: Mass for the Endangered (2020).
- Penelope (2010) je písňový cyklus napsaný pro ženský hlas a komorní orchestr na motivy Homérovy Odyssey, který představuje starořecký epos z pohledu Odysseovy ženy Pénelopy. Penelopa byla původně koncipována jako hudebně-divadelní monodrama v letech 2007-2008 na objednávku Centra J. Paula Gettyho a nastudována pro alt a smyčcové kvarteto. Skladatelka jej později rozšířila na písňový cyklus a přizpůsobila jedinečnému talentu zpěvačky Shary Worden a komorního orchestru Ensemble Signal, kteří v přepracovaném díle hrají. Autorkou textu je Ellen McLaughlin.

- Unremembered (2015) druhé album skladatelky je napsáno pro sedm hlasů, komorní orchestr a elektroniku. Album vyšlo 4. září 2015 u vydavatelství New Amsterdam Records a bylo označeno za „složitě magickou krajinu“;[9] dílo, které „svědčí o důkladném zvládnutí hudebního nastolování nálad skladatelkou“[10] Album se dostalo na seznamy nejlepších alb roku, včetně „The Top 10 Classical Albums of 2015“[11]. Posluchači rádia Q2 album v letech 2015 a 2016 označili za jedno z 50 nejlepších klasických děl posledních dvaceti let[12].

- Mass for the Endangered (2020) je první mše skladatelky a její třetí album. Skladba vznikla na objednávku Trinity Church Wall Street, proslulé newyorské církevní sborové instituce. Autorem textu je Nathaniel Bellows. Album vyšlo 25. září 2020 u společnosti Nonesuch Records/New Amsterdam Records. Dílo, které je součástí projektu Trinity's Mass Re-Imaginings, je popisováno jako „zamyšlení nad pojetím tradiční katolické mše, jejíž věrnost umocňuje skladatelčina interpolace tradičního latinského textu pro Gloria, Sanctus/Benedictus a části Kyrie, Credo a Agnus Dei.“[13] Dílo o šesti částech je napsáno pro smíšený sbor (soprány, alty, tenory, basy) a dvanáct nástrojů. Sama skladatelka popisuje mši jako ztělesnění „modlitby za ohrožená zvířata a ohrožené prostředí, ve kterém žijí“.[14] Album bylo oceněno v tisku a bylo uvedeno na seznamu 10 Reasons to Keep Falling for Classical Music (10 důvodů, proč nepřestat propadat klasické hudbě) deníku The Boston Globe.[15]

- The Blue Hour (2022) je společný projekt skladatelek Rachel Grimes, Angélica Negrón, Shara Nova, Caroline Shaw a Sarah Kirkland Snider na verše Carolyn Forché On Earth, album vydalo dne 14. října 2022 vydavatelství Nonesuch Records[16]

### Externí oskazy
- Oficiální stránka skladatelky
- stránka na webu nakladatelství Nonesuch Records